# Кто скорбит по Адонису?
«Кто скорбит по Адонису?» (англ. «Who Mourns for Adonais?»), в другом переводе «Кто скорбит об Адонисе?» — второй эпизод второго сезона американского научно-фантастического телесериала «Звёздный путь», впервые показанный на телеканале NBC 22 сентября 1967 года.

## Сюжет
В звёздную дату 3372.7 звездолёт Федерации «Энтерпрайз» под командованием Джеймса Тиберия Кирка приближается к планете Поллукс IV. Внезапно перед кораблём материализуется видимое энергетическое поле, напоминающее гигантскую кисть руки и захватывает корабль. Спустившись с десантом на поверхность планеты, Кирк встречает там человека, утверждающего, что он Аполлон и много лет назад жил на Олимпе в Греции, пока люди не отвернулись от богов. Аполлон планирует захватить весь экипаж звездолёта и заставить всех людей поклоняться ему, как тысячи лет назад.
С помощью своих аппаратов десант узнаёт, что Аполлон откуда-то извне черпает свою энергию. Он может разить молнией, вызывать бурю, а также увеличиваться в размерах до гигантского роста. Людям кажется, что после использования своих сверхспособностей злодей кажется обессиленным и они делают предположение, что ему необходимо какое-то время на «перезарядку». Лейтенант Кэролин, которую Аполлон сравнивает с Афродитой, влюбляется в Аполлона из-за чего Скотт начинает перебранку с богом и последний бьет инженера молнией.
Спок наконец определяет место аккумуляции божественной силы — это храм, который находится поблизости от десанта. Капитан просит лейтенанта Кэролин отвергнуть Аполлона и прислушаться к голосу разума, она неохотно соглашается. Десант начинает умышленно злить бога и тот расходует всю свою энергию, не причиняя однако никому особого вреда. В этот момент капитан командует «Энтерпрайзу» атаковать храм с орбиты фазерными орудиями. Аполлон плачет и просит Зевса, Гермеса, Афродиту и Геру забрать его и признаёт, что богам уже не место в этом мире. Аполлон исчезает, а «Энтерпрайз» продолжает свою пятилетнюю миссию по исследованию новых миров.

## Отзывы
Зак Хэндлен из The A.V. Club поставил этому эпизоду оценку «C+» и написал, что авторы в этой серии поленились, хотя нельзя сказать, что эпизод полностью провальный.